# August Monet
August Monet (Antwerpen, 17 januari 1875 - aldaar, 8 oktober 1958), ook bekend onder de pseudoniemen Hapken en RIP, was een Belgisch journalist, redacteur, dramaticus en librettist.

## Levensloop
Monet liep school aan het Koninklijk Atheneum te Antwerpen, waar hij co-redacteur was van de Vlaamsgezinde schoolkrant Het Vlaamsche Volk.
Hij begon zijn professionele carrière op een scheepvaartskantoor. Op 11 november 1897 ging hij vervolgens aan de slag als redacteur bij De Koophandel, waar hij ook werkzaam bleef nadat deze krant werd omgevormd tot De Nieuwe Gazet in 1897. In maart 1899 volgde hij Antoon Moortgat op als hoofdredacteur van deze krant. In 1902 richtte hij daarnaast het weekblad Het Antwerpsch Tooneel op, waarvan hij tevens hoofdredacteur werd. Deze functie oefende hij uit tot 1937. Tijdens de Eerste Wereldoorlog verbleef hij in Amsterdam, waar hij actief was als politiek verslaggever voor De Telegraaf. Vanuit deze hoedanigheid leverde hij felle commentaar op de Duitsers en Vlaamse activisten.
Daarnaast had hij een belangrijk aandeel in de oprichting van de Koninklijke Vlaamse Opera te Antwerpen en was hij tevens auteur van vijftien toneelstukken en vijf opera's, waarvan de operette Zwarte viooltjes (1937) zijn bekendste werk is.
Hij was woonachtig in een burgerhuis in beaux-artsstijl de Jan Van Rijswijcklaan 6 te Antwerpen, ontworpen door Frank Blockx. Zijn laatste rustplek bevindt zich in het Schoonselhof. Hij was de vader van pianiste Elza Monet.

## Werken

### Muziek[5]
- Isa (1864, zangspel i.s.m. componist Peter Benoît)
- Het Arendsnet (1904, opera i.s.m. componist Julius Schrey)
- De smid van de vrede (1907, opera i.s.m. componist Julius Schrey)
- Zwarte viooltjes (1937, operette i.s.m. componist August Baeyens)
- De ring van Gyges (1943, opera i.s.m. componist August Baeyens)

### Toneelstukken
- Ringeloo, drama in vier bedrijven
- Leven in't verleden: Tooneelspel in drie bedrijven (1908)
- Charlotte Corday: Historisch drama in vijf bedrijven (1912)
- Als de klokken luiden (1915)

### Boeken
- Peter Benoit en het Koninklijk Vlaamsch Conservatorium : een terugblik op zijn leven en werken ter gelegenheid der huldebetooging van 12 september 1897 (Handelsdrukkerij K. Willekens, 1897)
- Een halve eeuw Nederlandsch Lyrisch Tooneel en Vlaamsche Opera te Antwerpen (Koninklijke Vlaamsche Opera, 1939)
- Dat is allemaal gebeurd: een journalisten leven (L. Opdebeek, 1952)

### Film
- Alleen voor U [6] (1935, scenario)